# Incendie du grand magasin Shirokiya
L'incendie du grand magasin Shirokiya (白木屋大火, Shirokiya Taika) se déroule à Tokyo le 16 décembre 1932. Quatorze personnes y trouvent la mort et soixante-sept autres sont blessées. Ce grand magasin de la firme Shirokiya (en) était haut de sept étages et comprenait deux sous-sols.

## L'incendie
Au moment de l'incendie, le grand magasin est en pleine période de Noël, et l'intérieur est abondamment décoré. Le feu démarre à 9 h 15 dans les rayons des jouets, peu de temps avant l'ouverture. Un employé témoigne par la suite qu'il a vu une étincelle tomber d'une ampoule d'un sapin de Noël sur des jouets en celluloïd très inflammables et à partir desquels le feu se propage rapidement. L'escalier permet aux flammes d'être alimentées en oxygène et le feu peut alors s'étendre aux autres étages. Cet escalier se remplit très vite de fumée, ce qui coupe la principale sortie de secours.
Comme les échelles et les tuyaux des camions de pompier ne peuvent atteindre le 5e étage, le feu piège les personnes à l'intérieur qui n'ont plus de moyen de sortir. Plusieurs salariées sont forcées de sauter du toit dans les filets de sécurité des pompiers. Beaucoup tentent de sortir du bâtiment en utilisant des cordes faites de vêtements et de rideaux. Environ 80 personnes descendent du 6e étage de cette manière. D'autres ne peuvent s'accrocher et meurent dans l'incendie.

## Légende urbaine
L'incendie change vraisemblablement la mode chez les femmes japonaises, qui délaissent les kimonos traditionnels car le port de ce vêtement imposait de ne pas porter de culottes. Une rumeur affirmait que durant l'incendie les femmes en kimono refusèrent de sauter du toit dans les filets de sécurité par honte d'être vues par-dessous, et sont mortes dans l'incendie,. Cette nouvelle atteint même l'Europe. Il est supposé qu'après l'incident, la direction du grand magasin imposa aux salariées de porter des culottes sous leurs kimonos, et cette tendance se propagea,.
Cependant, Shoichi Inoue, professeur d'architecture et de mode japonaises au centre de recherche international d'études japonaises (en), rejette l'histoire de ces femmes qui refusèrent de sauter du toit. D'après lui, la plupart des personnes furent sauvées par les pompiers et l'histoire des femmes en kimono fut fabriquée aux bénéfices des Occidentaux. L'histoire a été reprise dans de nombreux livres de référence, cependant, il est généralement accepté que l'incendie du grand magasin Shirokiya (en) fut un catalyseur pour le changement de la mode japonaise, surtout pour la tendance de porter des culottes de style occidental, mais il n'y a aucune preuve solide de cela.

## Source de traduction
- (en) Cet article est partiellement ou en totalité issu de l’article de Wikipédia en anglais intitulé « Shirokiya Department Store fire » (voir la liste des auteurs).